# رابرت نویس
 رابرت نویس (انگلیسی: Robert Noyce؛ زاده ۱۲ دسامبر ۱۹۲۷ درگذشته ۳ ژوئن ۱۹۹۰) یک فیزیک‌دان اهل ایالات متحده آمریکا بود. او دانش آموختهٔ مؤسسه فناوری ماساچوست و یکی از مؤسس‌های فیرچایلد سمی‌کنداکتر و اینتل بود. او را همچنین در کنار جک کیلبی از مخترعان مدار مجتمع می دانند.